# Mödring (Gemeinde Horn)
Mödring ist ein Ort und eine Katastralgemeinde der Stadtgemeinde Horn im Bezirk Horn in Niederösterreich. Am Katastralgemeindegebiet liegt auch die Rotte Waldschenke.

## Geografie
Der Ort liegt am nördlichen Rand des Horner Beckens. Die Seehöhe in der Ortsmitte beträgt 341 Meter. Die Fläche der Katastralgemeinde umfasst 9,01 km². Die Einwohnerzahl beläuft sich auf 465 Einwohner (Stand: 1. Jänner 2024).

## Geschichte
Die Gegend von Mödring war bereits zur Jungsteinzeit besiedelt, wie verschiedene Funde belegen.
Im Mittelalter wurde der Ort erstmals 1180 als Modrich urkundlich erwähnt. 1233 ist ein Dietric de Modric nachweisbar. Von der Mitte des 16. Jahrhunderts bis 1620 war die Pfarre protestantisch. 1804 starben 30 Bewohner an der Pest.
Am 1. Oktober 1938 wurde die Orts- und Katastralgemeinde Mödring nach Horn eingemeindet und am 10. Oktober 1945 wieder selbstständig. Seit dem 1. Jänner 1970 gehört der Ort wieder zur Stadtgemeinde Horn.

### Bevölkerungsentwicklung
| Jahr      | 1830 | 1890 | 1923 | 1951 | 1961 | 1971 | 1991 | 2001 |
| --------- | ---- | ---- | ---- | ---- | ---- | ---- | ---- | ---- |
| Einwohner | 393  | 401  | 404  | 405  | 420  | 417  | 355  | 417  |

## Kultur und Sehenswürdigkeiten

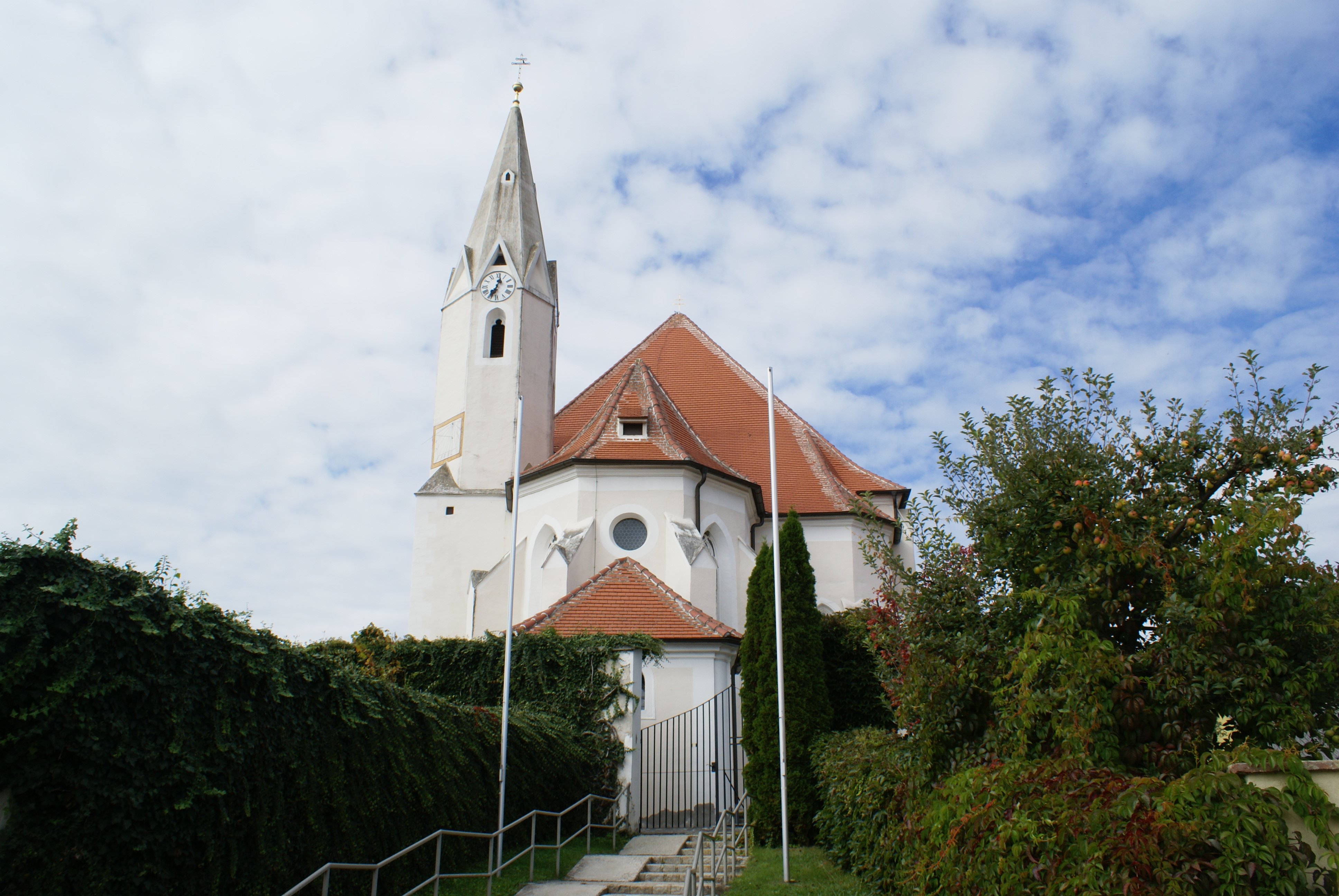
Pfarrkirche Mödring

- Katholische Pfarrkirche Mödring hl. Johannes der Täufer: Die aus einem romanischen Vorgängerbau um 1400 hervorgegangene Kirche wurde um 1430 von den Hussiten zerstört und zwischen 1440 und 1525 wieder aufgebaut.[3]
- Pfarrhof Mödring
- Wohngebäude der ehemaligen Aumühle

## Wirtschaft und Infrastruktur

### Sicherheit
- Freiwillige Feuerwehr Mödring

### Verkehr
Mödring liegt an der Horner Straße (B4). Das Linienbusunternehmen PostBus fährt im Ort Haltestellen der Linien 1304 (Horn-Drosendorf), 1312 (Horn-Schweinburg) und 1316 (Stadtverkehr Horn) an. Der nächstgelegene Bahnhof der ÖBB ist Horn NÖ an der Kamptalbahn.

## Persönlichkeiten
- Isidor Wozniczak (1892–1945), Hotelier und sozialdemokratischer Widerstandskämpfer, der von den Nationalsozialisten ermordet worden ist.
- Ludwig Schleritzko (* 1978), österreichischer Politiker (ÖVP) und Landesrat für Finanzen der niederösterreichischen Landesregierung